# Tilburg Steelers
I Tilburg Steelers sono stati una squadra di football americano, di Tilburg, nei Paesi Bassi;.

## Storia
La squadra è stata fondata nel 1985 come Tilburg Sting (assumendo il nome Steelers nel 1989) e ha chiuso nel 2004; ha vinto un Tulip Bowl, un Runners-Up Bowl e un titolo di terzo livello.

## Palmarès
- 1 Tulip Bowl (1995)
- 1 Runners-Up Bowl (1991)
- 1 Campionato olandese di terzo livello (1990)